# Limonium tubiflorum
Limonium tubiflorum är en triftväxtart som först beskrevs av Alire Raffeneau Delile, och fick sitt nu gällande namn av Carl Ernst Otto Kuntze. Limonium tubiflorum ingår i släktet rispar, och familjen triftväxter. Inga underarter finns listade i Catalogue of Life.